# Rhododendron taronense
Rhododendron taronense är en ljungväxtart som beskrevs av Hutchinson. Rhododendron taronense ingår i släktet rododendron, och familjen ljungväxter. Inga underarter finns listade i Catalogue of Life.